# Йохан Кристоф Вайгел
Йохан Кристоф Вайгел (на немски: Johann Christoph Weigel) е германски гравьор, картограф, издател, печатар и търговец на произведения на изкуството.

## Биография
Роден е на 9 ноември 1654 година в Редвиц, Егерланд (днес Германия). След като завършва университет, от 1673 до 1681 живее в Аугсбург, където учи и работи като гравьор. След това работи на различни места – във Виена, Франкфурт на Майн и Регенсбург. На 23 март 1698 година получава гражданство в Нюрнберг и отваря собствена издателска къща, която до края на живота му отпечатва около 70 книги.
Една от най-известните му творби е „Ständebuch“ – книга от 1698 година, в която Вайгел описва над 200 занаята и услуги, като всеки е илюстриран с медна гравюра. Вайгел посещава почти всички работилници и прави рисунки от лични наблюдения и представя текстовете на статиите си на главните майстори за проверка.
Друго важно дело на Вайгел е големият гербовник (Das grosse und Vollständige anfangs Siebmacherische / hernach Fürstische und Helmerische / nun aber Weigelische Wappen-Buch In Sechs Theilen mit Wappen, Schilde, Helme und Kleinodien, an der Zahl 14 767, in Kupfer-Tafeln vorgebildet enthalten), отпечатан от вдовицата му при Лоренц Билинг в два тома в 1734 година.
В Нюрнберг при подготовката на картите си Вайгел работи в тясно сътрудничество с имперския географ и картограф Йохан Баптист Хоман (1664 – 1724).
Вайгел умира на 5 февруари 1725 година в Нюрнберг на 70-годишна възраст. Издателската му къща е поета от вдовицата му, която публикува някои от делата на съпруга си.